# Bannberg (Gemeinde Assling)
Bannberg ist ein Ort im Tiroler Pustertal wie auch Fraktion (Ortschaft) und Katastralgemeinde der Gemeinde Assling im Bezirk Lienz (Osttirol).

## Lage
Bannberg bildet den östlichsten Teil der Gemeinde, etwa 6 Kilometer talauswärts von Assling, ebensoweit taleinwärts von Lienz. Der Ort liegt auf der Nordseite des Pustertales, auf der Talterrasse auf um die 1260 m ü. A. Höhe. Er bildet eine eigene Ortschaft und umfasst 50 Gebäude mit etwa 120 Einwohnern. Das Dorf wird von der Pustertaler Höhenstraße durchquert, die weiter unterhalb liegenden Häuser nennt man Unterdorf.
Das Katastralgebiet mit 887,48 Hektar erstreckt sich bis an die Drau im Talgrund, und nördlich bis an den Bergkamm der östlichen Villgratner Berge (Defereggengebirge), vom Rastl (2404 m ü. A.) am Blößenegg (2146 m ü. A.) vorbei bis unterhalb des Hochsteins (2056 m ü. A.)
In Bannberg führt auch die Straße zur Hochsteinhütte (2025 m ü. A.) hinauf.
| Glanz (KG, Gem. Oberlienz)                 | Oberlienz (KG, Gem. Oberlienz)              | Patriasdorf (KG, Gem. Lienz) ∗                          |
| Goll Schrottendorf (O u. KG) ∗∗ Kolbenhaus | Kompassrose, die auf Nachbargemeinden zeigt | Oberburgfrieden Burgfrieden ∗∗∗ (O u. KG, Gem. Leisach) |
| Thal-Römerweg (O)                          | ∗∗                                          | Anger-Leiten (Gem. Leisach)                             |

∗ Im Nordosten grenzt auch in einem Punkt die KG Leisach, Gem. Leisach, an.
∗∗ Die KG Schrottendorf erstreckt sich auch noch südlich auf der anderen Drauseite.
∗∗∗ Der Ort Burgfrieden liegt östlich hinter Oberburgfrieden.

## Geschichte
Bannberg war bis 1938 eine eigenständige Gemeinde. Danach wurde es nach Assling eingemeindet. Heute ist die Katastralgemeinde Bannberg eine von neun Katastralgemeinden der Gemeinde.

## Kultur und Sehenswürdigkeiten

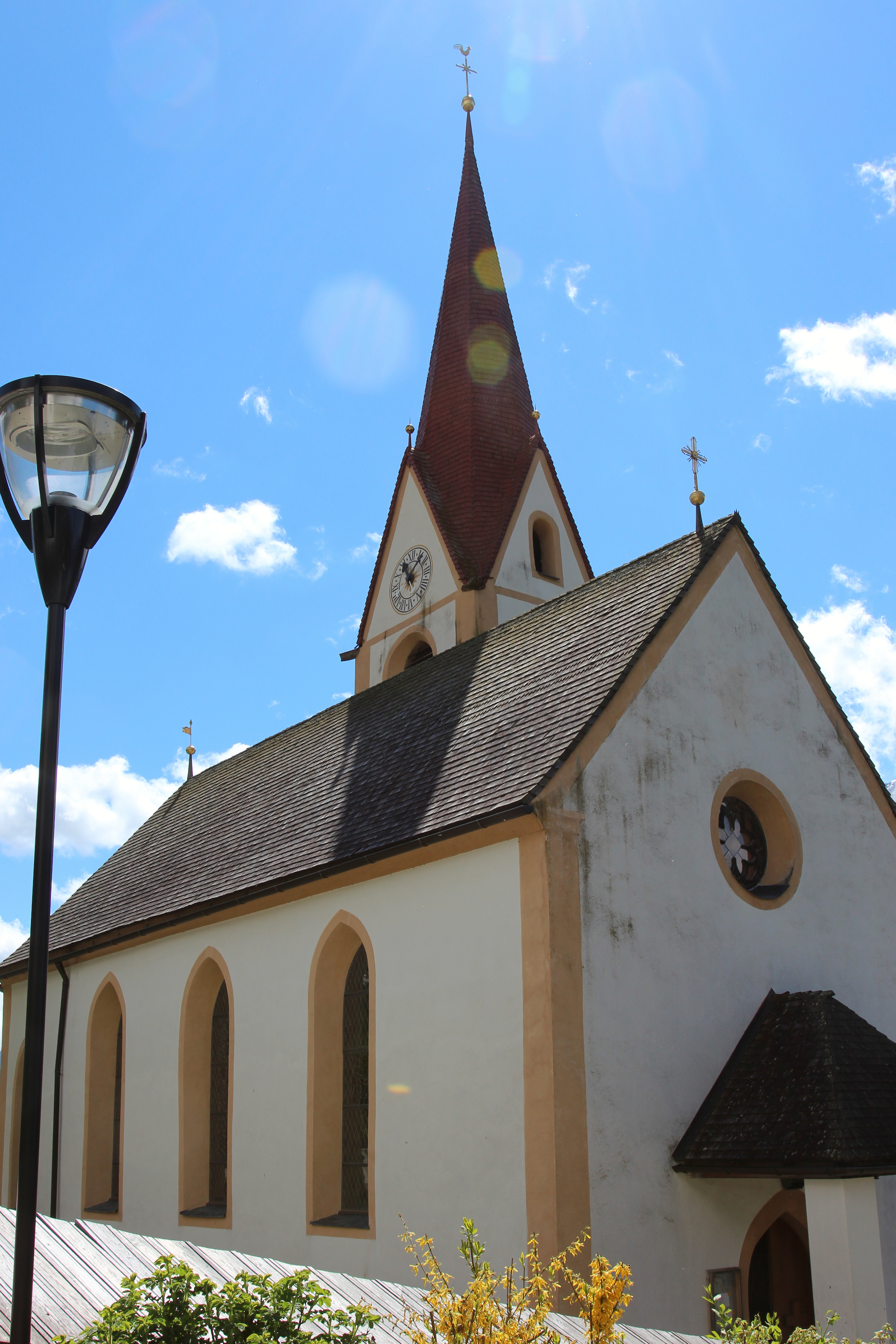
Pfarrkirche Bannberg

- Katholische Pfarrkirche Bannberg zum hl. Martin: Die Pfarrkirche St. Martin entstand wahrscheinlich im 15. Jahrhundert, wobei bei Grabungsarbeiten die Apsis eines mittelalterlichen Vorgängerbaus freigelegt wurde. Der ungegliederte Langbau mit steilem, schindelgedecktem Satteldach und polygonal geschlossenem Chor wird von einem Friedhof mit Umfassungsmauer sowie Kriegerdenkmal umgeben. Der Turm der zwischen 1837 und 1843 klassizistisch erneuerten Kirche besitzt einen oktogonalen Spitzhelm und ist von Kugel und Kreuz bekrönt. Das Geläut besteht aus vier Glocken, wobei die kleinste die Funktion der Sterbeglocke hat. Bannberg ist seit 1918 eine eigenständige Pfarrgemeinde und Teil des Seelsorgeraumes Assling.[1]

## Gemeindeleben
Bannberg besitzt eine Musikkapelle und einen Kirchenchor.
Die Volksschule war bis zu ihrer Schließung im Jahr 2020 mit durchschnittlich vier bis acht Schülern in vier Jahrgängen eine der kleinsten Schulen ganz Österreichs.